# Oonops caecus
Oonops caecus là một loài nhện trong họ Oonopidae.
Loài này thuộc chi Oonops. Oonops caecus được P. L. G. Benoit miêu tả năm 1975.